# 斯蒂芬·内多罗西克

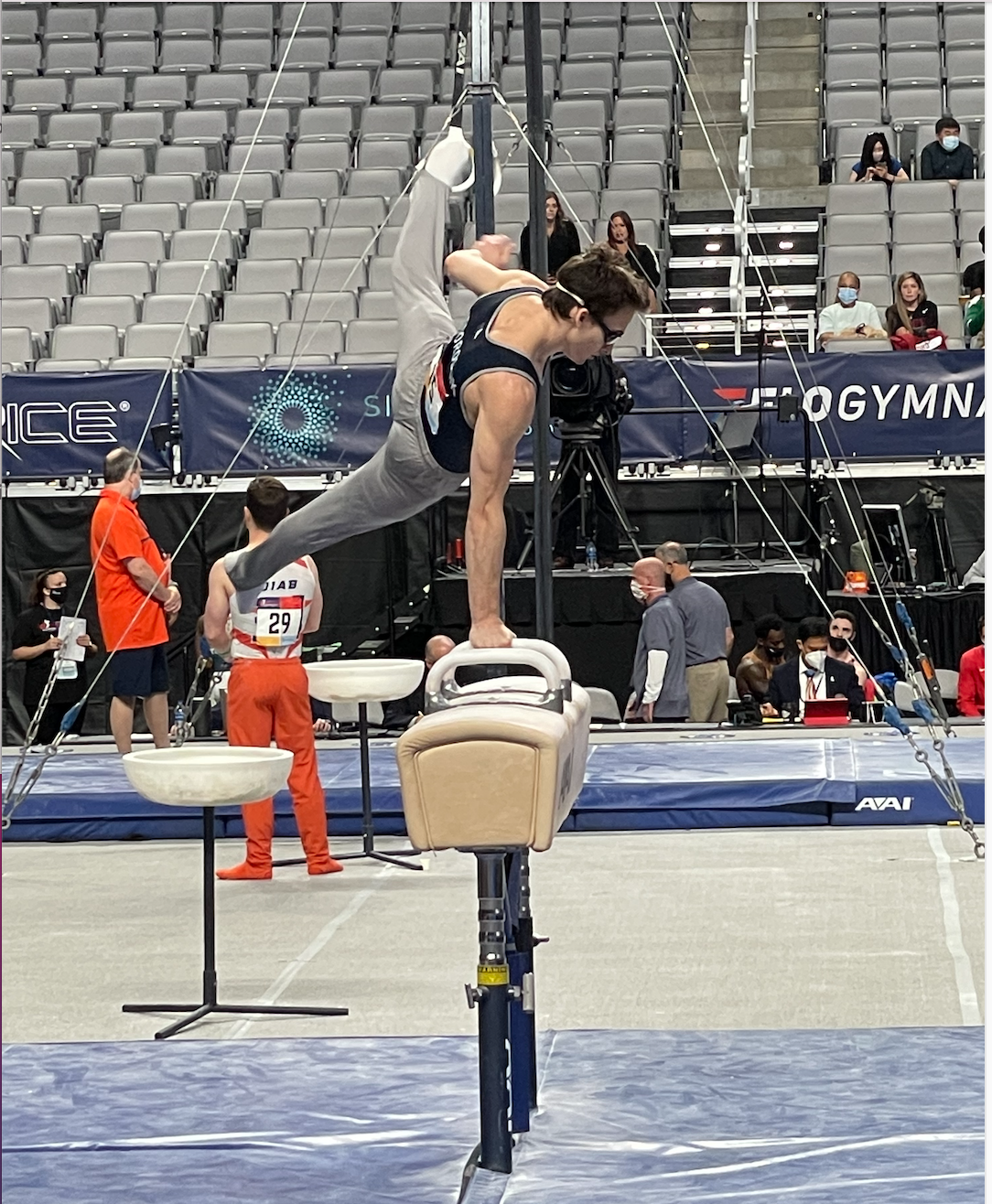

斯蒂芬·内多罗西克（英語：Stephen Nedoroscik，1998年10月28日—），美国男子竞技体操运动员，2021年世界竞技体操锦标赛男子鞍马金牌得主、2024年夏季奥林匹克运动会男子团体全能铜牌得主；代表美國參加2024年夏季奥林匹克运动会体操比赛鞍馬項目獲得銅牌。